# به‌خاطر آنیا
به خاطر آنیا (انگلیسی: Because of Anya) یک رمان کودکانه از مارگارت پترسون هدیکس است که اولین‌بار در ۱ نوامبر ۲۰۰۲ منتشر شد. این رمان درباره دختری ۱۰ ساله مبتلا به طاسی منطقه‌ای، مشکلات او در مدرسه و اهمیت دوستی است.